# Theo Klöckner
Theo Klöckner (* 19. Oktober 1934 in Mülheim/Ruhr) ist ein ehemaliger deutscher Fußballspieler. Der Offensivspieler hat mit Schwarz-Weiß Essen im Jahr 1959 den DFB-Pokal und mit dem SV Werder Bremen im zweiten Jahr der Bundesliga, 1964/65, die deutsche Fußballmeisterschaft gewonnen.

## Karriere

### Vereine
Der gelernte Elektriker kam 1954 vom Mülheimer SV 07 zum VfB Speldorf, dem Verein des Alt-Nationaltorhüters und späteren Ehrenvorsitzenden dieses Mülheimer Klubs, Fritz Buchloh. In der erfolgreichen Runde 1955/56 gewann er mit Speldorf zuerst die Staffelmeisterschaft in der Landesliga Niederrhein Gruppe 3 mit einem Punkt Vorsprung vor BV Osterfeld, danach gegen den Duisburger FV 08 am 23. Mai mit einem 3:1 die Niederrheinmeisterschaft, ehe er sich mit Speldorf auch in zwei Spielen gegen den Dortmunder SC und SSV 05 Troisdorf Ende Mai noch den Titel des westdeutschen Amateurmeisters holen konnte. Als Krönung erreichte er mit Speldorf am 24. Juni 1956 das Endspiel um die Deutsche Amateurmeisterschaft, das mit 2:3 gegen die Spvgg. 03 Neu-Isenburg verloren wurde. Im Finale wurde er bereits in der Anfangsphase nach harten Attacken seines Gegenspielers durch einen Wadenbeinbruch schwer verletzt, erzielte trotz der Verletzung jedoch den zwischenzeitlichen 2:2-Ausgleich; Auswechselungen waren seinerzeit noch nicht erlaubt.
Zur Saison 1956/57 wechselte er zu Schwarz-Weiß Essen, dem Verein, mit dem er seinen größten Erfolg 1959 verzeichnete – den Gewinn des DFB-Pokals. Beim 5:2-Sieg über Borussia Neunkirchen erzielte er das Tor zum 3:0 in der 66. Minute. In der Oberliga West hatte Klöckner unter Trainer Karl Winkler 25 Ligaeinsätze absolviert und sieben Tore an der Seite von Mitspielern wie Edmund Kasperski, Werner Keus, Alfred Mikuda, Karl-Heinz Mozin, Hubert Schieth und Heinz Steinmann erzielt. Mit Schwarz-Weiß Essen stieg er am Ende seiner Premierensaison im Seniorenbereich in die 2. Oberliga West ab und zur Saison 1958/59  als Vizemeister direkt wieder auf. Zum Erreichen der Vizemeisterschaft hatte Klöckner in 28 Ligaspielen 24 Tore für die Mannschaft von Trainer Willi Multhaup erzielt. Als westdeutscher Pokalsieger war Schwarz-Weiß Essen für den DFB-Pokal qualifiziert. Das Halbfinalspiel fand am 12. Dezember 1959 am Rothenbaum in Hamburg gegen den Hamburger SV statt. Essen setzte sich in der Verlängerung mit zwei Toren von Torjäger Manfred Rummel durch (2:1 n. V.) und Hans Küppers und Klöckner hatten dabei den linken Flügel im damaligen WM-System gebildet. Das Endspiel fand am 27. Dezember 1959 im Kasseler Auestadion gegen Borussia Neunkirchen statt und der ETB-Angriff in der Besetzung mit Horst Trimhold, Schieth, Rummel, Küppers und Klöckner war dabei vom Südwestvertreter beim 5:2-Erfolg nicht zu stoppen.
Das Auf und Ab ging weiter: In der Runde 1959/60 stiegen die Schwarz-Weißen erneut ab und 1960/61 direkt wieder auf, um danach die zwei letzten Oberligajahre 1961/62 und 1962/63 in der höchsten Liga zu verbringen. Die beste Platzierung glückte SWE mit Klöckner 1961/62, als sie mit Trainer Kuno Klötzer den 4. Rang belegen konnten und der Linksaußen in 27 Ligaeinsätzen sechs Tore erzielt hatte. Klöckner bestritt für SWE insgesamt 102 Punktspiele in der Oberliga West, in denen er 28 Tore erzielte, sowie 79 Ligaspiele in der 2. Liga West, in denen er 49 Tore erzielte.
Da sein Verein zur Saison 1963/64 keine Berücksichtigung für die Bundesliga fand, wechselte er zum Start der neuen einheitlich höchsten Spielklasse zu Werder Bremen. Dort traf er auf seinen ehemaligen Trainer Multhaup. Sein Debüt krönte er am 24. August 1963 (1. Spieltag) beim 3:2-Sieg im Heimspiel gegen Borussia Dortmund mit seinem ersten Tor, dem Treffer zum 3:1 in der 50. Minute. Das Debütspiel in der Bundesliga hatte Werder mit dem Angriff Klaus Hänel, Diethelm Ferner, Dieter Meyer, Willi Soya und Klöckner bestritten. Im Lauf der Runde wurden von Trainer Multhaup aber noch die Konkurrenten Gerhard Zebrowski und Dieter Thun im Angriff zum Einsatz gebracht. Nachdem er in 14 von 30 Punktspielen eingesetzt worden war und vier Tore erzielt hatte, kam er in der Folgesaison zu 17 Einsätzen, in denen er ebenfalls vier Tore erzielte. Trainer Willi Multhaup führt ihn und seine Mannschaft am Saisonende zum Titelgewinn, wozu aber die Defensive mit Torhüter Günter Bernard, Josef Piontek, Horst-Dieter Höttges, Heinz Steinmann, Helmut Jagielski und Max Lorenz den wesentlichen Beitrag geleistet hatte. Am 30. Rundenspieltag, den 15. Mai 1965, verabschiedete er sich von Werder Bremen bei einem 3:2-Heimerfolg gegen den 1. FC Nürnberg. Mit Zebrowski, Pico Schütz, Matischak und Ferner bildete er dabei auf Linksaußen den Angriff des deutschen Meisters 1965.
Zur Saison 1965/66 kehrte er zum Uhlenkrug zurück und spielte für Schwarz-Weiß Essen in der zweitklassigen Regionalliga West. Als Zweitplatzierter der Folgesaison für die Aufstiegsrunde zur Bundesliga qualifiziert, bestritt er alle acht Gruppenspiele, in denen er vier Tore erzielte, verpasste mit seiner Mannschaft mit einem Punkt Rückstand zu Borussia Neunkirchen jedoch den Aufstieg in die Bundesliga. In der Ligarunde hatte er aus Verletzungsgründen unter Trainer Horst Witzler lediglich in elf Rundenspielen (1 Tor) mitgewirkt, aber in der Aufstiegsrunde hatte er an der Seite von Mitspielern wie Ulrich Braun, Hermann Bredenfeld, Hans Hülsmann, Manfred Kaufmann und Hans Walitza nochmals seine Bedeutung für Schwarz-Weiß Essen unter Beweis stellen können. Am 28. Mai 1967 zeichnete er sich beispielsweise als zweifacher Torschütze für SWE beim 3:2-Heimerfolg gegen Hertha BSC aus.
Seine Fußballerkarriere ließ er nach zwei Spielzeiten beim VfB Speldorf in der drittklassigen Landesliga Niederrhein ausklingen und trug 1969 unter dem späteren Uerdinger Bundesliga-Trainer Klaus Quinkert zum Aufstieg in die höchste Amateurklasse, der Verbandsliga Niederrhein, bei.

### Nationalmannschaft
Der Stürmer von Schwarz-Weiß Essen gehörte erstmals beim Länderspiel am 21. Dezember 1958 in Augsburg gegen Bulgarien zum Aufgebot von Bundestrainer Sepp Herberger.
Klöckner bestritt zwei Länderspiele für die A-Nationalmannschaft, für die er am 28. Dezember 1958 in Kairo bei der 1:2-Niederlage gegen die Nationalmannschaft Ägyptens debütierte. Die Begegnung vor dem Jahreswechsel war insofern bemerkenswert, da es das erste Länderspiel einer deutschen Elf außerhalb Europas war. Klöckner stürmte in Kairo auf Linksaußen und Helmut Rahn, Max Morlock, Ulrich Biesinger und Helmut Faeder waren seine Angriffskollegen. Am 1. Januar 1959 stürmte er auch noch in einem inoffiziellen Spiel gegen eine ägyptische Auswahl bei einem 2:1-Erfolg auf Linksaußen. Sein zweites A-Länderspiel für den DFB bestritt er am 20. Mai 1959 in Hamburg beim 1:1-Unentschieden gegen die Nationalmannschaft Polens. Das Länderspiel gegen Polen wurde während der Endrunde um die deutsche Fußballmeisterschaft ausgetragen und somit hatte Herberger nicht seinen besten Kader zur Verfügung. Der Amateur von Griesheim 02, Erwin Stein, erzielte in Hamburg den 1:1-Ausgleichstreffer. Seinen letzten Einsatz als Nationalspieler hatte er am 8. November 1959, als er mit der B-Nationalmannschaft die Nationalmannschaft Ungarns in Saarbrücken mit 2:1 bezwang. Er stürmte wiederum auf Linksaußen und Helmut Kapitulski vom FK Pirmasens war der linke Verbinder.

## Erfolge
- Deutscher Meister 1965
- DFB-Pokal-Sieger 1959